# Akira Akao
Akira Akao (født 15. februar 1988) er en japansk fodboldspiller, som spiller for den japanske fodboldklub Kagoshima United FC.